# Sept Écossais explosent
Pour plus de détails, voir Fiche technique et Distribution.
Sept Écossais explosent (Sette donne per i Mac Gregor) est un western spaghetti hispano-italien réalisé par Franco Giraldi et sorti en 1967. C'est la suite de Sept Écossais du Texas du même réalisateur sorti un an plus tôt.

## Fiche technique
Sauf indication contraire, les informations mentionnées dans cette section peuvent être confirmées par la base de données cinématographiques IMDb,  présente dans la section « Liens externes ».
- Titre français : Sept Écossais explosent[1] ou Les sept Écossais explosent
- Titre original italien : Sette donne per i Mac Gregor[2]
- Titre espagnol : Siete mujeres para los Mac Gregor
- Réalisation : Franco Giraldi (sous le nom de « Frank Grafield »)
- Scénario : Enzo Dell'Aquila (sous le nom de « Vincent Eagle »), Fernando Di Leo (sous le nom de « Fernand Lion »), Franco Giraldi, Paolo Levi (it), José María Rodríguez
- Photographie : Alejandro Ulloa
- Montage : Nino Baragli
- Musique : Ennio Morricone (dirigé par Bruno Nicolai)
- Décors : Ottavio Scotti (it), Adolfo Cofino
- Costumes : Italia Scandariato
- Maquillage : Amato Garbini (it)
- Effets spéciaux : Celeste Battistelli
- Production : Dario Sabatello (sous le nom de « Tell O'Darsa »)
- Société de production : Jolly Film, Talia Film, Produzione Dario Sabatello
- Pays de production :  Italie -  Espagne
- Langue de tournage : italien
- Format : Couleur par Technicolor - 2,35:1 - Son mono - 35 mm
- Durée : 103 minutes (1 h 43)
- Genre : Western spaghetti
- Dates de sortie :
  - Italie : 3 mars 1967
  - Espagne : 6 juillet 967
  - France : 20 décembre 1967

## Distribution
- David Bailey (en) : Gregor MacGregor
- Agata Flori : Rosita Carson
- Leo Anchóriz : Maldonado
- George Rigaud : Alastair MacGregor
- Francesco Tensi (sous le nom de « Harry Cotton ») : Harold MacGregor
- Ana María Noé (sous le nom de « Anne Marie Noè ») : Mamie MacGregor
- Margherita Horowitz (sous le nom de « Margaret Horovitz ») : Annie MacGregor
- Caterina Trentini (sous le nom de « Kathleen Parker ») : Belfast Donovan
- Ana María Mendoza : Kilkenny Donovan
- Julie Fair : Galway Donovan
- Judith Shepard : Dundalks Donovan
- Ana Casares : Dolly
- Margaret Merrit : Dublin Donovan
- Fernanda Dell'Acqua (sous le nom de « Fern Water ») : Tralee Donovan
- Alberto Dell'Acqua (sous le nom de « Cole Kitosch ») : Dick MacGregor
- Nazzareno Zamperla (sous le nom de « Nick Anderson ») : Peter MacGregor
- Paolo Magalotti (sous le nom de « Paul Carter ») : Kenneth MacGregor
- Saturnino Cerra : Johnny MacGregor
- Julio Pérez Tabernero : Mark MacGregor
- Hugo Blanco : David MacGregor
- Víctor Israel (es) : Trevor, l'arracheur de dents
- Roberto Camardiel : Pa Donovan
- Tito García (es) : Miguel
- Antonio Vico Camarero (es) : Frank James
- Nino Scarciofolo : Le bandit no 1
- Riccardo Pizzuti : Le bandit no 2
- Rinaldo Zamperla : Le bandit no 3
- Alberto Cevenini (it) : Le bandit no 4